# Loma Bonita, Acatepec
Loma Bonita är en ort i Mexiko.   Den ligger i kommunen Acatepec och delstaten Guerrero, i den södra delen av landet, 250 km söder om huvudstaden Mexico City. Loma Bonita ligger 1 349 meter över havet och antalet invånare är 301.
Terrängen runt Loma Bonita är kuperad åt sydväst, men åt nordost är den bergig. Runt Loma Bonita är det ganska tätbefolkat, med 56 invånare per kvadratkilometer. Närmaste större samhälle är Pascala del Oro, 14,1 km sydost om Loma Bonita. I omgivningarna runt Loma Bonita växer huvudsakligen savannskog.